# Fronte Democratico degli Sloveni
La Demokratična Fronta Slovencev (in italiano Fronte Democratico degli Sloveni) è stata un'organizzazione politica degli sloveni in Italia, attiva nelle provincie di Gorizia e di Udine (specificatamente nella Slavia veneta).

## Storia
Venne fondata il 10 agosto 1947 a Gorizia, in seguito agli esiti della Conferenza di Pace di Parigi che sancì l'annessione dei territori abitati dagli sloveni delle provincie di Gorizia e di Udine all'Italia.
Il programma, basato sulle tradizioni della Lotta di Liberazione Nazionale e della Resistenza, sottolineava che l'organizzazione aveva lo scopo di promuovere l'unità degli sloveni e impedire qualsiasi tentativo di separare la minoranza slovena in Italia dai popoli della Repubblica Federativa Popolare di Jugoslavia. Nel settembre 1947 venne consegnato all'allora Presidente del Consiglio italiano Alcide De Gasperi un documento per la tutela dei diritti nazionali degli sloveni in Italia; nell'aprile 1948 un memoriale analogo fu inviato anche alle Nazioni Unite. Il 1º maggio 1949 a Cividale del Friuli si svolse una Conferenza del Fronte, a cui parteciparono circa 200 delegati, che suscitò la mobilitazione dei nazionalisti italiani, che assediarono il cinema in cui si svolgeva la conferenza. Il fatto ebbe risalto sulla stampa e provocò un'interrogazione parlamentare del senatore Tiziano Tessitori.
Negli anni '50 il Fronte Democratico degli Sloveni promosse, tra i genitori dei bambini in età scolare della Slavia Veneta, l'iniziativa di far studiare i loro figli nelle scuole pubbliche con lingua d'insegnamento slovena di Gorizia, non essendo previsto in provincia di Udine l'insegnamento in sloveno. Tra i fruitori di tale iniziativa vi fu Guglielmo Cerno. Nel maggio 1954 venne rinominato Fronte Socialista degli Sloveni. Nel giugno 1955 continuò la sua attività come Associazione Economico-Culturale Slovena di Gorizia, che nel marzo 1958 si unificò con l'omologa associazione di Trieste, formando l'Associazione Culturale Economica Slovena (Slovenska kulturno-gospodarska zveza - SKGZ), prima organizzazione rappresentativa degli sloveni in Italia.